# شارل ميشال (مترو باريس)
شارل ميشال (بالفرنسية: Charles Michels)‏ هي محطة مترو تابعة لمترو باريس تقع في فرنسا في الدائرة الخامسة عشرة في باريس.